# Sân bay Đôn Hoàng
Sân bay Đôn Hoàng là một sân bay nằm ở thành phố cấp huyện Đôn Hoàng, Tửu Tuyền, tỉnh Cam Túc, Cộng hòa Nhân dân Trung Hoa (IATA: DNH, ICAO: ZLDH).  

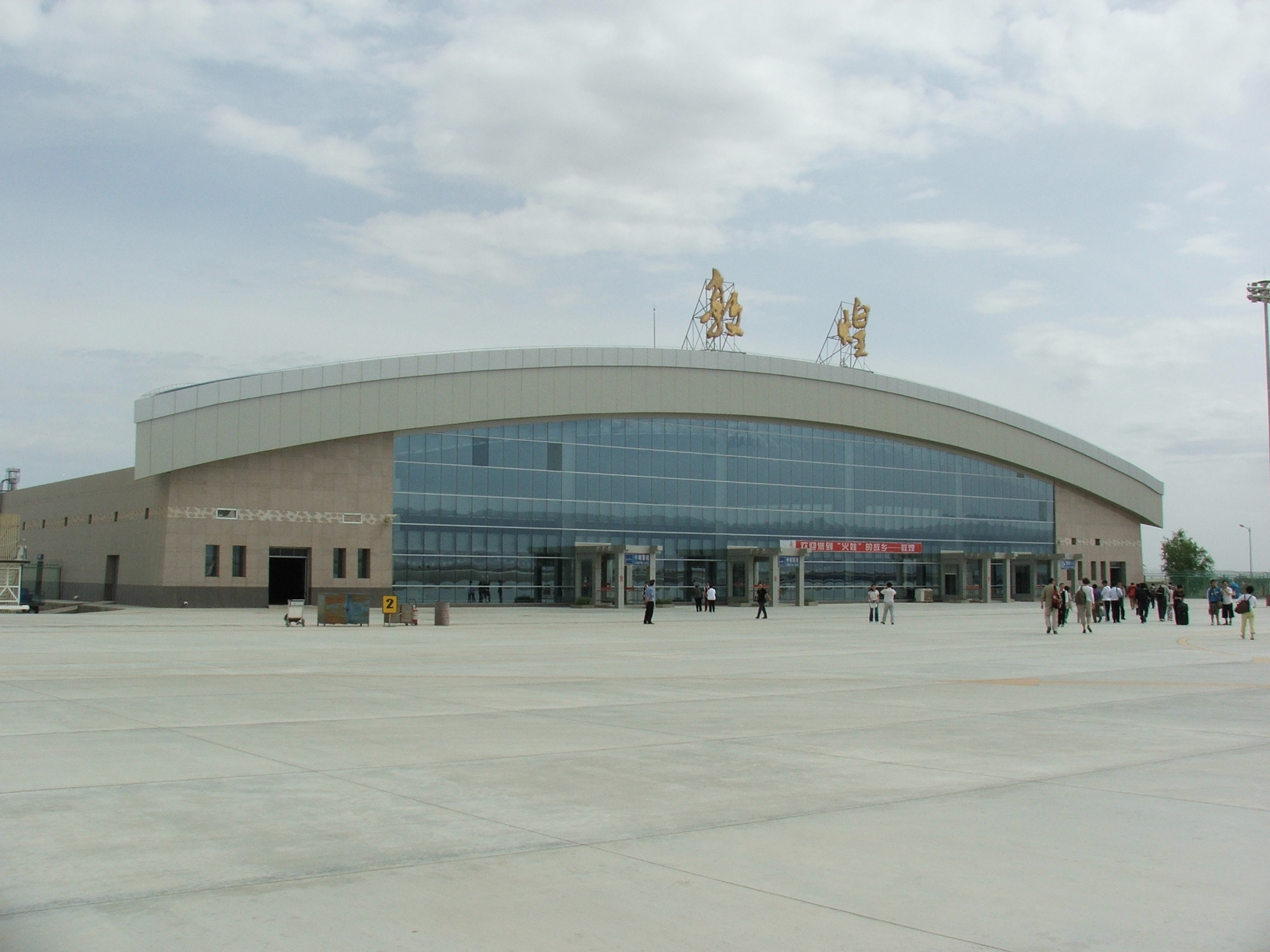
Sân bay Đôn Hoàng

## Các hãng hàng không và các điểm đến
| Hãng hàng không         | Các điểm đến      |
| ----------------------- | ----------------- |
| Air China               | Bắc Kinh - Thủ đô |
| China Eastern Airlines  | Lan Châu          |
| China Southern Airlines | Tây An, Urumqi    |
| Grand China Express     | Tây An, Urumqi    |